# Фраине
Фраѝне (на италиански: Fraine, на местен диалект Fraìunë, Фраиунъ) е село и община в Южна Италия, провинция Киети, регион Абруцо. Разположено е на 751 m надморска височина. Населението на общината е 373 души (към 2012 г.).